# Recruitment
Das Recruitment oder auch Rekruitment, deutsch „Lautheitsausgleich“, ist ein psychoakustisches Phänomen bei Erkrankungen im Innenohr.

## Definition
Die äußeren Haarzellen des Innenohrs können geringen (leisen) Schall verstärken und starken (lauten) Schall dämpfen. So können gut Hörende wegen der schallverstärkenden Wirkung auch leise Töne wahrnehmen und empfinden andererseits laute Geräusche nicht so schnell als sehr laut und unangenehm. Die Schädigung oder der Ausfall dieser Sinneszellen bewirkt einerseits wegen Wegfalls der Verstärkung einen Hörverlust bei geringem Schall mit Anstieg der Hörschwelle, andererseits wegen des Wegfalls der Dämpfung bei starkem Schall, dass laute Töne schneller als laut und unbehaglich wahrgenommen werden. Der somit schnellere Lautheitsanstieg im verbliebenen Hörbereich zwischen der Hörschwelle und der Unbehaglichkeitsschwelle wird als Recruitment (englisch für „Rekrutierung“) bezeichnet.

## Recruitment im Alltag
Im praktischen Leben kann man das am Beispiel der Altersschwerhörigkeit bzw. Sozioakusis (Schwerhörigkeit aufgrund des Lebensumfeldes) nachvollziehen. Alte und schwerhörige Menschen verstehen leise Sprache oft nicht. Spricht man dann lauter, nehmen Schwerhörige das überproportional laut wahr und beschweren sich: „Warum schreist Du so?“
Während leise Töne also vom Schwerhörigen anders gehört werden als vom Normalhörigen, gibt es einen lauteren Ton, der dann von Normalhörigen und Schwerhörigen gleich laut gehört wird. Daher der deutsche Begriff Lautheitsausgleich.

## Recruitment in der Medizin
Das Recruitment, der Lautheitsausgleich, ist ein Phänomen der äußeren Haarzellen und damit des Innenohres. Lautheitsausgleich bedeutet hier, dass Töne bei leiser Lautstärke auf dem schwerhörigen Ohr im Vergleich zum gesunden Ohr leiser empfunden werden. Sobald die Lautstärke der Töne aber erhöht wird, gleichen sich das Lautstärkeempfinden des gesunden und schwerhörigen Ohr einander an, bis das Empfinden gleich ist. Bei Schwerhörigkeiten, die erst in den Hörnerven oder im Gehirn entstehen (z. B. Akustikusneurinom), tritt kein Lautheitsausgleich auf; hier hört der Schwerhörige auch laute Töne leiser als der Normalhörende. In der Hals-Nasen-Ohren-Heilkunde wurden deshalb spezielle Hörtests entwickelt, die das Vorhandensein eines Recruitments untersuchen. Beispiele sind der Fowler-Test, der Lüscher-Test und der Short Increment Sensitivity Index (SISI-Test). Diese Tests haben durch Hirnstammaudiometrie (FAP, BERA) und Magnetresonanztomografie an Bedeutung verloren. Eine neuere psychoakustische Messung, die auch ein Recruitment erkennen lässt, ist die kategoriale Lautheitsskalierung.
Positives Recruitment ist Hinweis auf eine Hörstörung im Bereich des Hörorgans = Innenohrschwerhörigkeit = Schallempfindungsstörung im  Hörschnecken-Bereich (cochlear).
Negatives Recruitment (fehlendes Recruitment) ist Hinweis auf eine Schallempfindungsstörung oder Nervenstörung im retrocochleären Bereich.